# 比尔默朗日
比尔默朗日（法語：Burmerange，法語發音：[byʁməʁɑ̃ʒ]）是卢森堡东南部雷米希县的一个旧市镇。2011年，比尔默朗日与韦伦施泰因一同并入申根。